# Cacá (calciatore 1999)
Carlos de Menezes Júnior, meglio noto come Cacá (Visconde do Rio Branco, 25 aprile 1999), è un calciatore brasiliano, difensore del Corinthians.

## Caratteristiche tecniche
È un difensore centrale.

## Carriera
Cresciuto nelle giovanili del Cruzeiro, ha esordito in prima squadra il 14 ottobre 2018 in occasione del match del Brasileirão perso 2-0 contro il Vasco da Gama.

## Statistiche

### Presenze e reti nei club
Statistiche aggiornate al 9 dicembre 2024.
| Stagione                | Squadra                 | Campionato              | Campionato | Campionato | Coppe nazionali | Coppe nazionali | Coppe nazionali | Coppe continentali | Coppe continentali | Coppe continentali | Altre coppe | Altre coppe | Altre coppe | Totale | Totale | Totale |
| Stagione                | Squadra                 | Comp                    | Pres       | Reti       | Comp            | Pres            | Reti            | Comp               | Pres               | Reti               | Comp        | Pres        | Reti        | Pres   | Reti   |        |
| ----------------------- | ----------------------- | ----------------------- | ---------- | ---------- | --------------- | --------------- | --------------- | ------------------ | ------------------ | ------------------ | ----------- | ----------- | ----------- | ------ | ------ | ------ |
| 2018                    | Cruzeiro                | M1/MG+A                 | 0+2        | 0          | CB              | 0               | 0               | CL                 | 0                  | 0                  |             | -           | -           | 2      | 0      |        |
| 2019                    | Cruzeiro                | M1/MG+A                 | 0+4        | 0          | CB              | 0               | 0               | CL                 | 0                  | 0                  |             | -           | -           | 4      | 0      |        |
| 2020                    | Cruzeiro                | M1/MG+B                 | 9+22       | 2          | CB              | 3               | 0               |                    | -                  | -                  |             | -           | -           | 34     | 2      |        |
| Totale Cruzeiro         | Totale Cruzeiro         | Totale Cruzeiro         | 37         | 2          |                 | 3               | 0               |                    | -                  | -                  |             | -           | -           | 40     | 2      |        |
| 2021                    | Tokushima Vortis        | J1L                     | 26         | 1          | CI              | 1               | 0               |                    | -                  | -                  | JLC         | 2           | 1           | 29     | 2      |        |
| 2022                    | Tokushima Vortis        | J2L                     | 33         | 2          | CI              | 1               | 0               |                    | -                  | -                  | JLC         | 6           | 0           | 40     | 2      |        |
| 2023                    | Tokushima Vortis        | J2L                     | 10         | 0          |                 | -               | -               |                    | -                  | -                  |             | -           | -           | 10     | 0      |        |
| Totale Tokushima Vortis | Totale Tokushima Vortis | Totale Tokushima Vortis | 69         | 3          |                 | 2               | 0               |                    | -                  | -                  |             | 8           | 1           | 79     | 4      |        |
| 2023                    | Athl. Paranaense        | A                       | 19         | 2          |                 | -               | -               | CL                 | 1                  | 0                  |             | -           | -           | 20     | 2      |        |
| Totale Athl. Paranaense | Totale Athl. Paranaense | Totale Athl. Paranaense | 19         | 2          |                 | -               | -               |                    | 1                  | 0                  |             | -           | -           | 20     | 2      |        |
| 2024                    | Corinthians             | A                       | 26         | 4          | CB              | 4               | 2               | CS                 | 9                  | 0                  |             | -           | -           | 39     | 6      |        |
| Totale Corinthians      | Totale Corinthians      | Totale Corinthians      | 26         | 4          |                 | -               | -               |                    | 9                  | 0                  |             | -           | -           | 39     | 6      |        |
| Totale carriera         | Totale carriera         | Totale carriera         | 151        | 11         |                 | 9               | 2               |                    | 10                 | 0                  |             | 8           | 1           | 178    | 14     |        |

## Palmarès

### Club

#### Competizioni statali
- Campionato Mineiro: 2

Cruzeiro: 2018, 2019
- Campionato paulista: 1

Corinthians: 2025

#### Competizioni nazionali
- Coppa del Brasile: 1

Cruzeiro: 2018